# Atsushi Yanagisawa
Atsushi Yanagisawa (柳沢 敦 Yanagisawa Atsushi, Toyama, 27 de maio de 1977) é um ex-jogador de futebol japonês que atuava como atacante. Já defendeu a Seleção japonesa.

## Carreira

### Kashima Antlers
Yanagisawa se profissionalizou no Kashima Antlers, em 1996. No clube atuou até 2015.

### Futebol Italiano
Em 2005, Yanagisawa foi atuar na Europa como uma experiência internacional ao atacante, ele atuou no Messina e na Sampdoria.

## Seleção
Yanagisawaintegrou a Seleção Japonesa de Futebol na Copa da Ásia de 2000 no Líbano, sendo campeão.

## Títulos
Campeonatos pela Seleção Japonesa
- 2000 Asian Cup (Champions)
- 2002 FIFA Copa do mundo
- 2005 Copa das Confederações
- 2006 FIFA Copa do Mundo

Prémios Individuais
- J-League Young Player of the Year: 1997
- J-League Best Eleven: 1998, 2001

Títulos
- Copa da Ásia Champions: 2000
- J-League Champions: 1996, 1998, 2000, 2001, 2007
- Copa do Imperador: 2008

## Gols pela Seleção Japonesa
| #   | Data                  | Local                    | Adversário      | Placar | Resultado | Competição                  |
| --- | --------------------- | ------------------------ | --------------- | ------ | --------- | --------------------------- |
| 1.  | 6 de Junho, 2000      | Rabat, Marrocos          | Jamaica         | 4-0    | Vitória   | Hassan II International Cup |
| 2.  | 18 de Junho, 2000     | Yokohama, Japão          | Bolívia         | 2-0    | Vitória   | Copa Kirin 2000             |
| 3.  | 18 de Junho, 2000     | Yokohama, Japão          | Bolívia         | 2-0    | Vitória   | Copa Kirin 2000             |
| 4.  | 14 de Outubro, 2000   | Sidon, Líbano            | Arábia Saudita  | 4-1    | Vitória   | Cop da Ásia de 2000         |
| 5.  | 15 de Agosto, 2001    | Fukuroi, Japão           | Austrália       | 3-0    | Vitória   | Amistoso                    |
| 6.  | 1 de Julho, 2001      | Sapporo, Japão           | Paraguai        | 2-0    | Vitória   | Copa Kirin 2001             |
| 7.  | 1 de Julho, 2001      | Sapporo, Japão           | Paraguai        | 2-0    | Vitória   | Copa Kirin 2001             |
| 8.  | 7 de Outubro, 2001    | Southampton, Inglaterra  | Nigéria         | 2-2    | Empate    | Amistoso                    |
| 9.  | 7 de Novembro, 2001   | Saitama, Japão           | Itália          | 1-1    | Empate    | Amistoso                    |
| 10. | 8 de Outubro, 2003    | Túnis, Tunísia           | Tunísia         | 1-0    | Vitória   | Amistoso                    |
| 11. | 11 de Outubro, 2003   | Bucareste, Romênia       | Romênia         | 1-1    | Empate    | Amistoso                    |
| 12. | 12 de Fevereiro, 2004 | Fukuroi, Shizuoka, Japão | Iraque          | 2-0    | Vitória   | Amistoso                    |
| 13. | 9 de Julho, 2004      | Oita, Japão              | Eslováquia      | 3-1    | Vitória   | Copa Kirin 2004             |
| 14. | 8 de Junho, 2005      | Bangkok, Tailândia       | Coreia do Norte | 2-0    | Vitória   | Elim. Copa do Mundo 2006    |
| 15. | 16 de Junho, 2005     | Hanover, Alemanha        | México          | 1-2    | Derrota   | Copa das Confederações 2005 |
| 16. | 7 de Setembro, 2005   | Rifu, Japão              | Honduras        | 5-4    | Vitória   | Amistoso                    |
| 17. | 7 de Setembro, 2005   | Rifu, Japão              | Honduras        | 5-4    | Vitória   | Amistoso                    |